# Pierangelo Congiu
Pierangelo Congiu (Muravera, 1º giugno 1951) è un ex canoista italiano.

## Biografia
Nato nel 1951 a Muravera, allora in provincia di Cagliari, era membro dei Gruppi Sportivi Fiamme Gialle. 
A 21 anni ha partecipato ai Giochi Olimpici di Monaco di Baviera, nel  K4 1000 m, insieme a Mario Pedretti, Oreste Perri e Alberto Ughi. Nella batteria iniziale, la squadra è arrivata quarta con il tempo di 3'19"77, dietro a Romania (poi argento), Germania Ovest e Svezia (si qualificavano alla semifinale i primi tre equipaggi). Successivamente, la squadra è passata al ripescaggio conquistando il secondo posto dietro all'Ungheria in 3'15"68 e si è qualificata per la semifinale, dove è arrivata terza con il tempo di 3'09"89, dietro a Norvegia (poi bronzo) e di nuovo Germania Ovest. In finale, ha chiuso al quarto posto in 3'15"60, a soli 33 centesimi dal bronzo, in una gara vinta dall'Unione Sovietica.